# Mario Barcia
Mario Alberto Barcia (Santiago del Estero, 5 novembre 1989) è un calciatore argentino, centrocampista svincolato.

## Carriera
In carriera ha giocato 20 partite nella OFC Champions League.

## Palmarès

### Club

#### Competizioni nazionali
- New Zealand Football Championship: 2

Team Wellington: 2015-2016, 2016-2017

#### Competizioni internazionali
- OFC Champions League: 1

Team Wellington: 2018